# Salomonsstromabekertje
De salomonsstromabekertje (Stromatinia rapulum) is een schimmel behorend tot de familie Sclerotiniaceae. Het is een biotrofe parasiet die leeft op de wortelstokken van de Welriekende salomonszegel (Polygonatum odoratum). Hij komt voor bij bosranden, in struwelen en graslanden op kalkrijk duinzand. De vruchtlichamen komen voor in april en mei.

## Kenmerken
De asci zijn 8-sporig en meten 200-300 x 10-12 µm. De ascosporen zijn elliptisch, hyaliene, glad, altijd met twee vrij grote druppels erin, zelden gesepteerd en meten 13-15 x 7-8 µm. De parafysen zijn slank, hyaliene, bovenaan nauwelijks verdikt.

## Verspreiding
Het salomonsstromabekertje is bekend uit Europa en Noord-Amerika. In Nederland komt het zeldzaam voor.

## Foto's

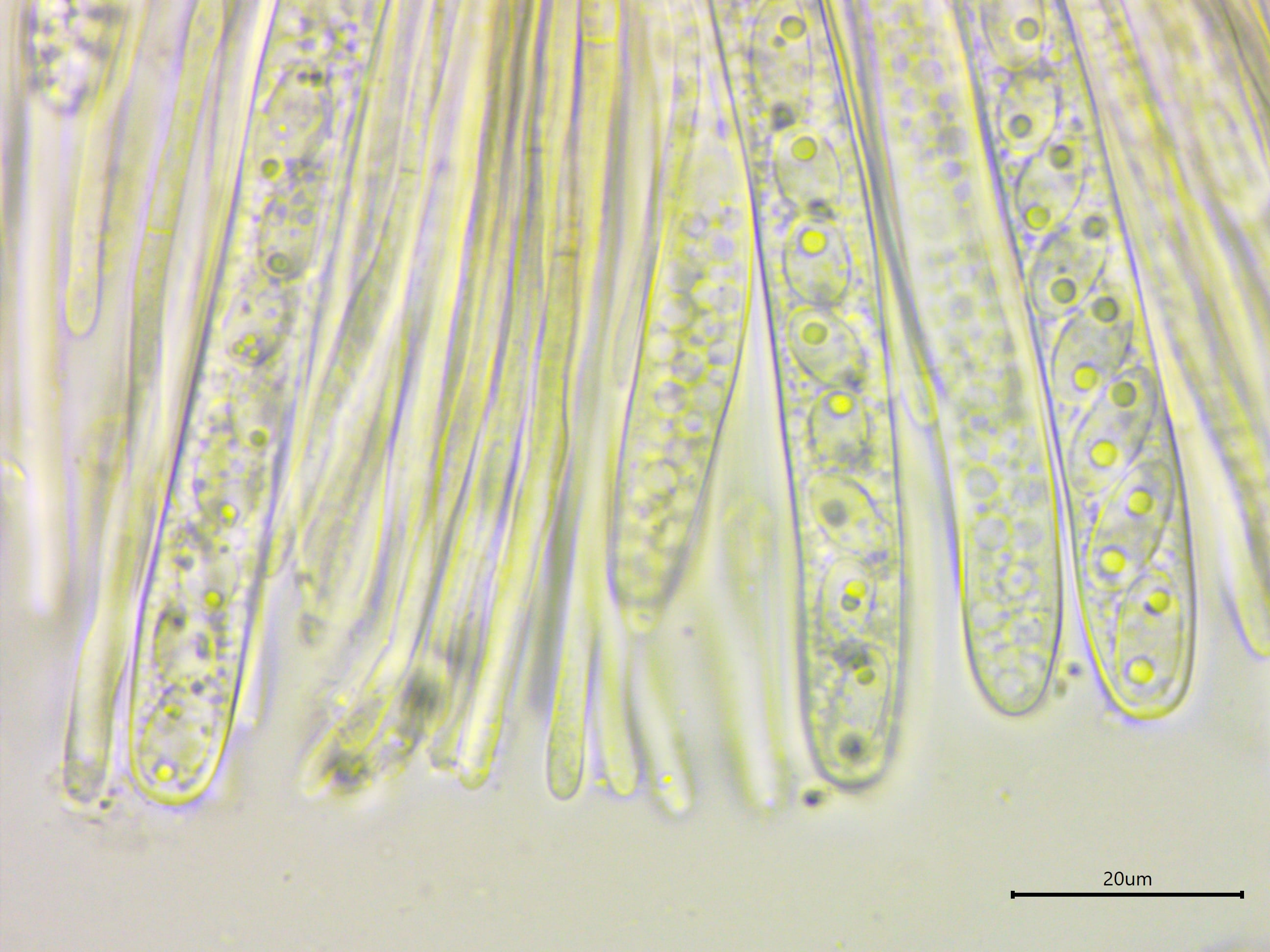
Asci met sporen
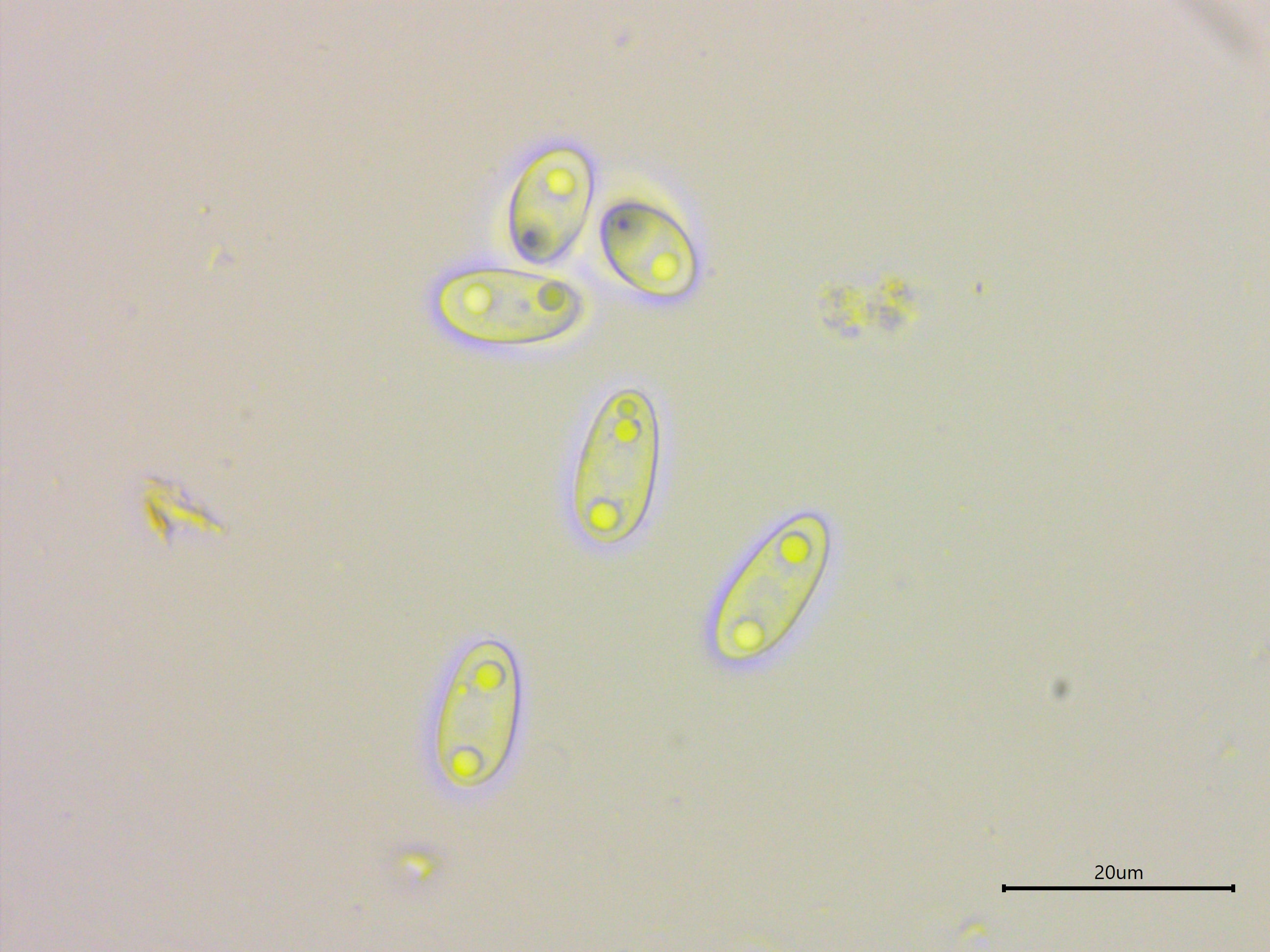
Sporen